# György Balázs
György Balázs (* 24. Juli 1985 in Budapest) ist ein ehemaliger ungarischer Tennisspieler. Als Junior gewann er 2003 die French Open.

## Persönliches
Der jüngere Bruder von György, Attila Balázs (* 1988), ist ebenfalls Tennisprofi und schaffte es im Einzel bis Platz 76 der Weltrangliste.

## Karriere
Balázs spielte bis 2003 auf der ITF Junior Tour. Sein bestes Ergebnis bei Grand-Slam-Turnieren war der Titel bei den French Open 2003 zusammen mit Dudi Sela. Schon im Vorjahr hatte Balázs mit Michał Przysiężny dort das Halbfinale erreicht. Im Einzel gewann er den Osaka Mayor’s Cup, der genau wie die Grand-Slam-Turniere zur Kategorie Grade A gehörte sowie ein Turnier der Kategorie Grade 1, sodass er es im Einzel Mitte 2003 bis auf Platz 3 schaffte, während er im Doppel bis Platz 9 stieg.
Bei den Profis spielte Balázs ab 2001 Turniere und hauptsächlich auf der ITF Future Tour. 2003 zog er in die Top 1000 der Weltrangliste ein. Im Doppel gewann er 2004 den ersten Future-Titel, im selben Jahr erreichte er auf sein Karrierehoch im Doppel von Platz 522. Im Einzel stand er 2004 das erste Mal in einem Future-Endspiel. Im selben Jahr gab er sein Debüt für die ungarische Davis-Cup-Mannschaft, für die er bis 2011 in fünf Begegnungen zum Einsatz kam und eine Bilanz von 4:2 vorweisen konnte. Die erfolgreichste Zeit im Einzel hatte Balázs 2007 bis 2009, als er alle seine vier Futures gewann und Mitte 2008 Rang 480 einnahm. 2009 war das einzige Jahr, das er auch in den Top 500 beendete. Im Doppel gewann der Ungar von 2006 bis 2010 jedes Jahr einen oder zwei Titel, wodurch er auf insgesamt 9 Titel kam (fünf davon mit seinem Bruder). Von 11 Turnieren auf der höher dotierten ATP Challenger Tour gewann er nur zweimal das erste Match – auch im Doppel zog er nur dreimal in die zweite Runde ein. 2011 beendete er seine Karriere.
In der 2. Tennis-Bundesliga spielte er von 2016 bis 2018 für die SpVgg Hainsacker.